# Стадіон ЛФФ
«Стадіон Литовської футбольної федерації» (лит. Lietuvos futbolo federacijos stadionas) — футбольний стадіон у місті Вільнюсі, столиці Литви, домашня арена футбольних клубів «Жальгіріс» і «Тракай», а також національної збірної Литви з футболу.
Стадіон відкритий 2004 року як відновлений стадіон «Локомотівас», який існував на цьому місці ще за радянських часів. У 2004 році він був першим приватним футбольним стадіоном в Литві пострадянської епохи. Пізніше арену було перейменовано на «Ветра» як домашню арена ФК «Ветра». З 2005 року стадіон приймає міжнародні матчі національної збірної Литви. Після банкрутства «Ветри» в 2010 році стадіон був переданий Литовській футбольній федерації та отримав відповідну назву.
Після реконструкції 2011—2012 років стадіон отримав третю категорію УЄФА, а природний газон замінений на штучний. На стадіоні розташована нова штаб-квартира ЛФФ. У 2015 році штучний газон було відновлено та замінено на новий. Також була оновлена система освітлення стадіону. 2016 року встановлено нове інформаційне табло.